# Jane Frederick
Jane Wardwell Frederick, ameriška atletinja, * 7. april 1952, Oakland, Kalifornija, ZDA.
Nastopila je na poletnih olimpijskih igrah v letih 1972 in 1976, ko je dosegla sedmo mesto v peteroboju. Na svetovnih prvenstvih je osvojila bronasto medaljo v sedmeroboju leta 1987.